# Zadnie Góry

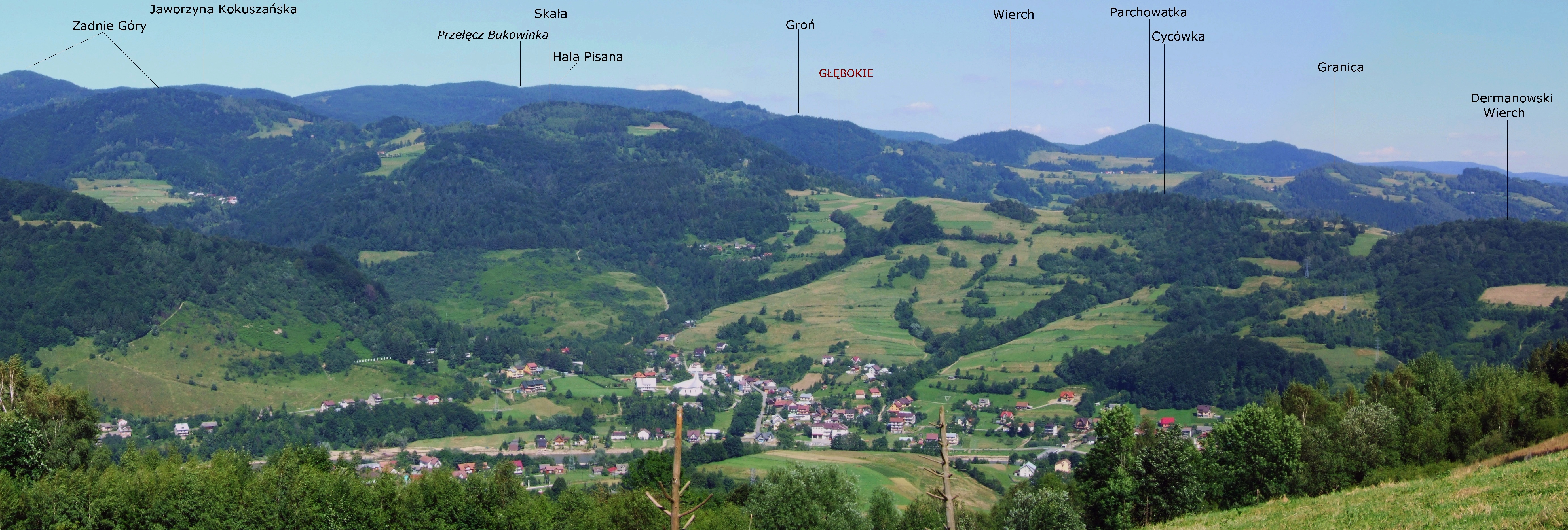
Widok z Młodowa (Świniarki)

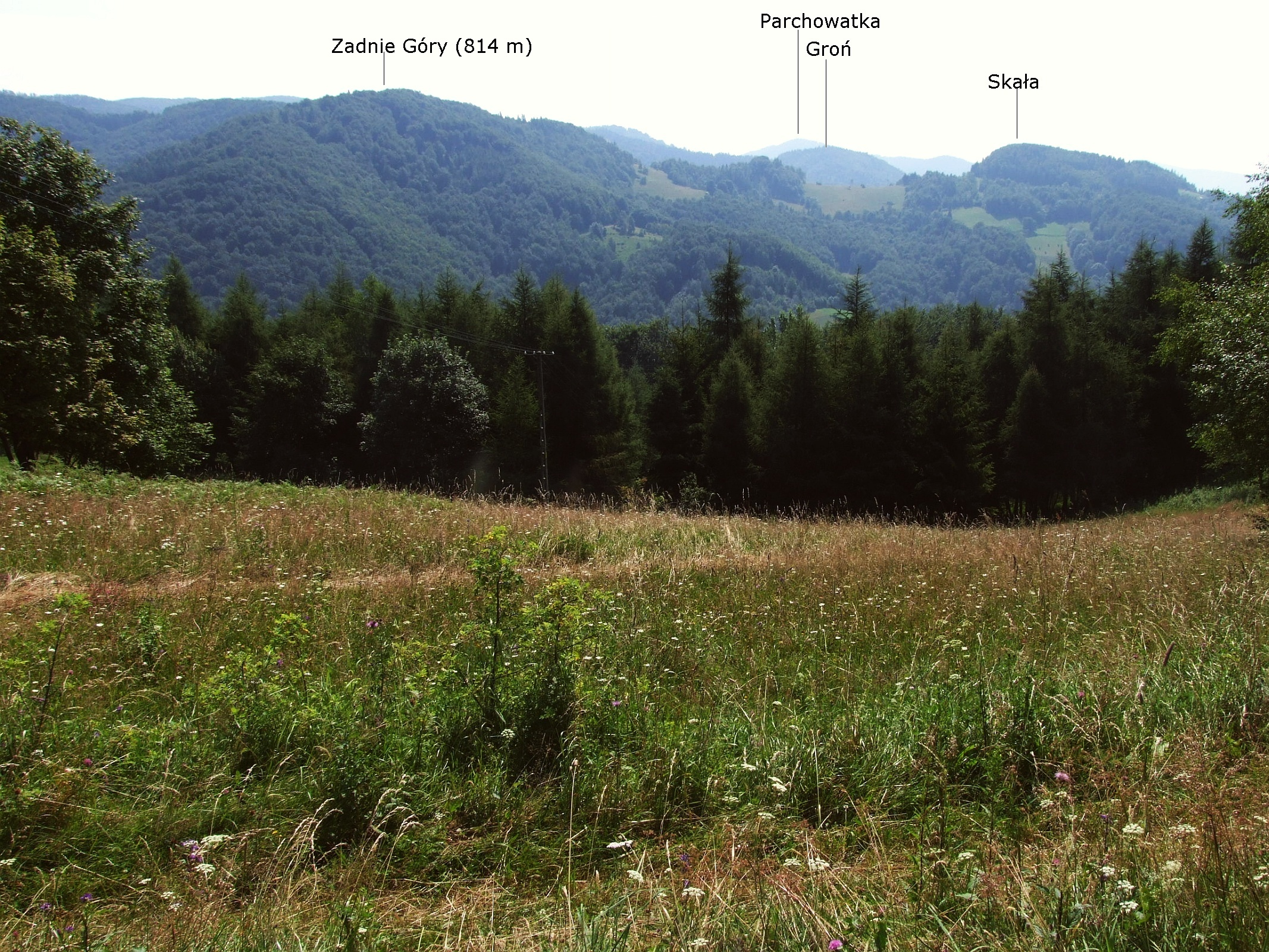
Dolna część Zadnich Gór. Widok z Kretówek

Zadnie Góry – górna część bocznego grzbietu w Paśmie Jaworzyny w Beskidzie Sądeckim. Grzbiet ten odbiega od głównej grani tego pasma w południowo-zachodnim kierunku i oddziela dolinę Głęboczanki od doliny Jaworzyny. Zadnie Góry mają kilka wierzchołków: 968, 831, 814 m. Poniżej nich w grzbiecie tym znajdują się jeszcze (kolejno z pn. na pd.): Skała (773 m), Cycówka (593 m),  Dermanowski Wierch (562 m) i Bystra (520 m). 
Zadnie Góry znajdują się na obszarze miejscowości Kokuszka. Na ich wschodnich stokach znajdują się dwa przysiółki należące do tej miejscowości – Wyrąb i Zadnie Góry. Zadnie Góry są w większości zalesione. Najwyższy ich punkt znajduje się w grani głównej Pasma Jaworzyny, na Hali Jaworzyna. Jest to praktycznie płaski teren, bez wyraźnej kulminacji. Prowadzi przez niego czerwony szlak turystyczny.
Szlaki turystyczne
 – znakowany czerwono Główny Szlak Beskidzki na odcinku pomiędzy Rytrem a Jaworzyną Krynicką.